# Декоративна подушка

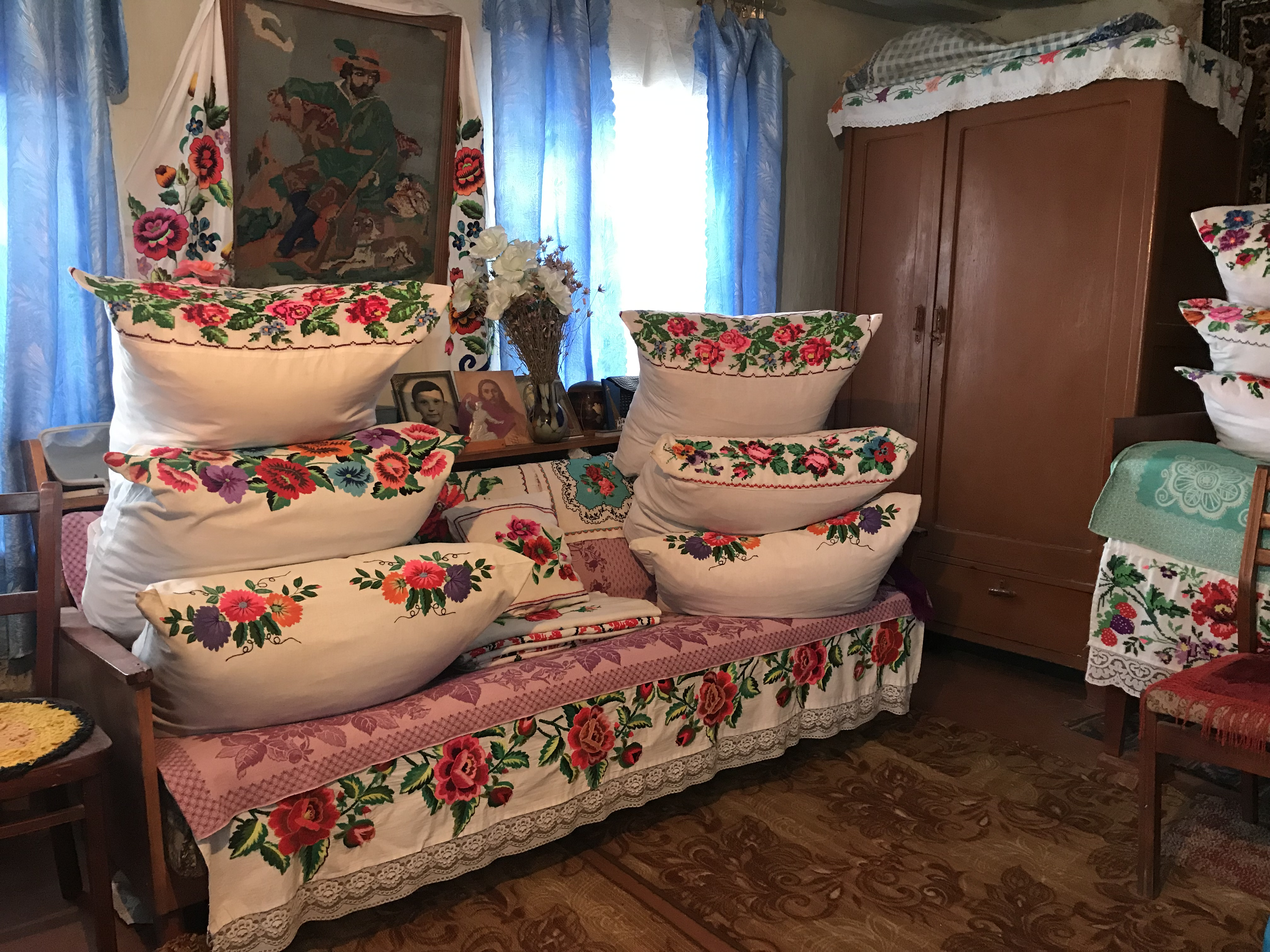
Українські вишивані подушки

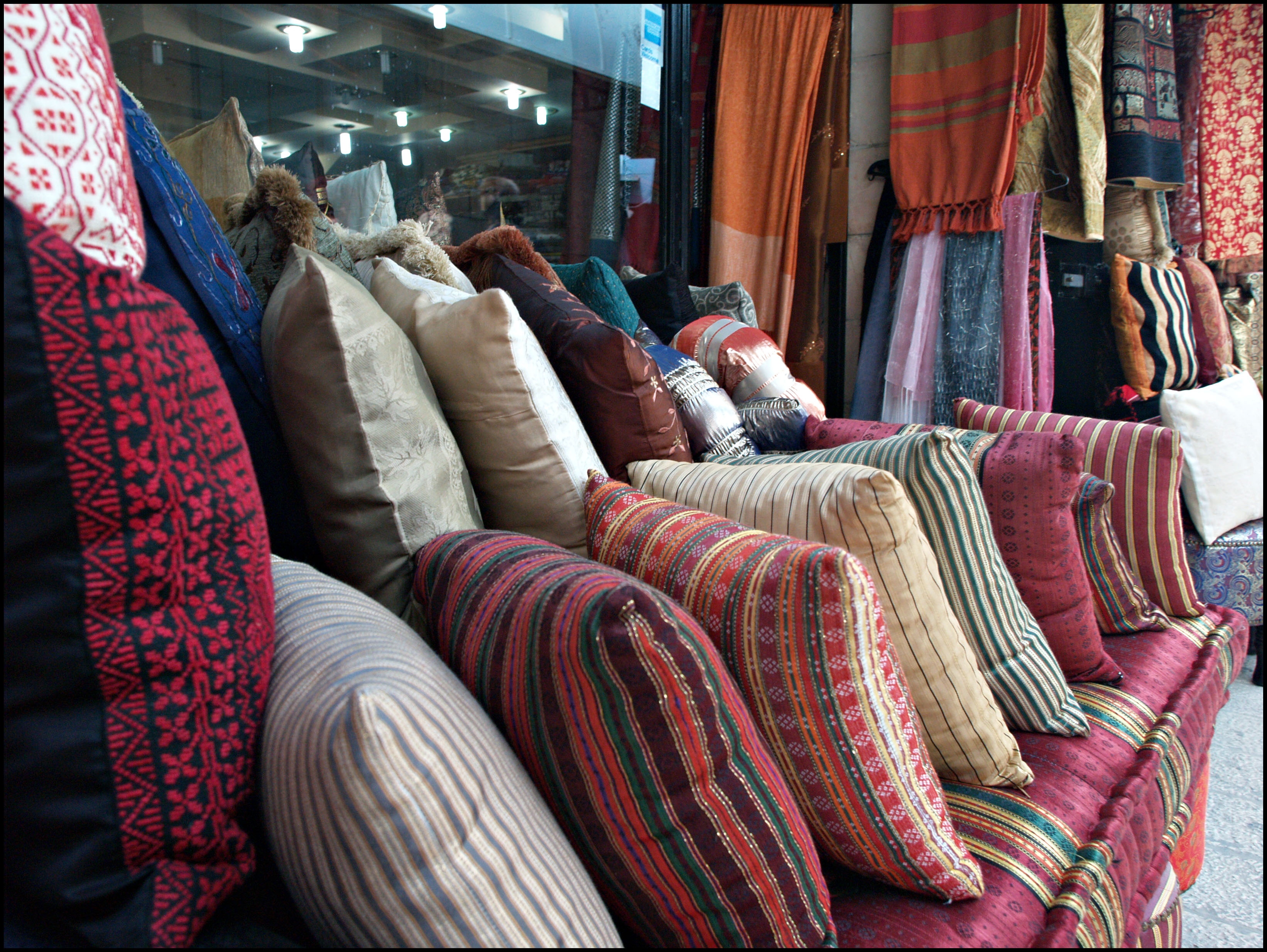
Декоративні подушки

Декоративна подушка — аксесуар, призначений як для прикраси інтер'єру, так і для практичного використовування. Наповнюються вовною, пір'ям, волосом (навіть рваним папером). Можуть використовуватися для сидіння чи підкладення під коліна, для пом'якшення твердості і кутастості стільців чи диванів. Має невеликі розміри (у деяких областях України маленькі подушки називають я́сиками).
Відомі з давніх часів: згадуються в інвентарних описах палаців і багатих будинків Середньовіччя. Тоді вони могли мати досить великі розміри, покривалися шкірою, і були достаньо щільними, щоб використовувати їх як сидіння; поступово їхні розміри зменшувалися. У Франції право ставати на коліна на подушку в церкві зберігалося тільки за королем.